# RTL Gold
RTL Gold – węgierski kanał telewizyjny o charakterze rozrywkowym. Został uruchomiony w 2017 roku, kiedy to zastąpił stację Film+2.

## TV Shows, Magazin
- 1 Perc és nyersz!
- 4N4LN - A Családi játszma
- Anikó Show
- A Fal
- A Kód
- Balázs Show
- Dr. Tóth
- Gyertek át!
- Kalandra fal!
- Legyen ön is Milliomos!
- Mónika Show
- Portré